# Aglais fulva
Aglais fulva är en fjärilsart som beskrevs av Raynor 1909. Aglais fulva ingår i släktet Aglais och familjen praktfjärilar. Inga underarter finns listade i Catalogue of Life.